# OHV
OHV(영어:  Over Head Valve)는 4행정 기관의 흡배기 밸브 구조 형식 중 하나다. 밸브 기구를 실린더 헤드 위에 놓은 형식을 의미한다. 캠 샤프트가 실린더 헤드에 위치한 SOHC나 DOHC도 흡배기 밸브를 실린더 헤드 상부에 놓지만, 일반적으로 OHV라 하면 SOHC와 DOHC를 제외한 것을 가리킨다.

## 개요

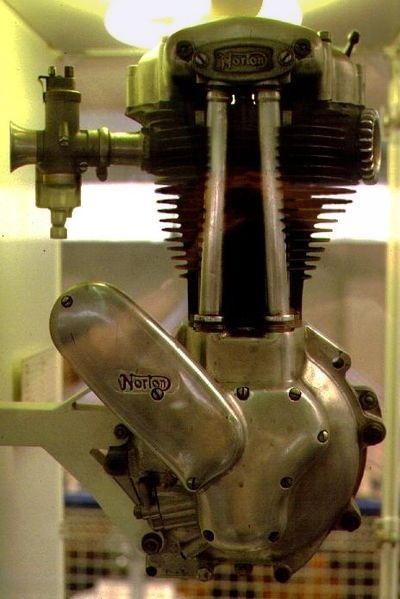
모터사이클용 OHV 엔진

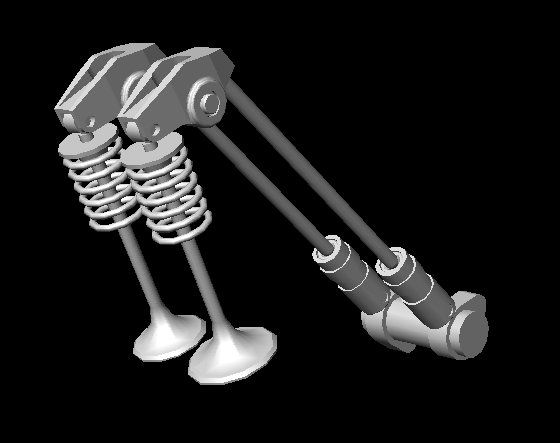
OHV엔진의 푸시로드 기구

캠 샤프트가 실린더 옆에 위치하여, 푸시로드(pushrod)라 불리는 긴 봉을 개입시켜 로커 암을 움직여 밸브를 여닫는다. 따라서 푸시로드 엔진이라고 불리는 경우도 있다. 최초의 OHV 엔진은 스코틀랜드계 미국인 데이비드 던바 뷰익(David Dunbar Buick)이 개발하였다. 그 이전에는 사이드 밸브나 슬라이브 밸브가 사용되고 있었다.
사이드 밸브 방식에 비해 OHV가 유리한 것은, 밸브를 실린더 헤드 내부에 배치하는 것을 통해 연소실을 작게 할 수 있다는 점이다. 이에 의해 연소실의 표면적이 작아져 헤드로 방출되는 열이 적어졌으며, 노킹을 잘 일으키지 않는 연소실 형상으로 만들기 쉽고 압축비도 높일 수 있기 때문에, 열효율과 출력을 한층 향상시킬 수 있게 되었다.
OHV는 왕복운동하는 부품이 많으며, 특히 푸시로드의 중량이 고회전시 밸브의 추종성을 악화시키는 밸브 점프, 왕복운동 기구의 공진에 의한 밸브 서징이 발생하기 쉬워 엔진의 허용 회전수를 올리기 어렵다. 그러나, 비행기나 선박 등의 왕복 기관에서는 프로펠러를 정해놓은 회전수보다도 고속으로 회전시킬 필요가 없으며, 내구성과 신뢰성이 우수하기 때문에 OHV를 사용하는 경우가 많다. 그러나 자동차용 등의 소형 엔진의 경우 부품 수의 삭감이나 경량화 측면에서 OHC가 유리하기 때문에, OHV는 중형 이상에서만 볼 수 있게 되었다.

## 사용례

### 항공기용 엔진
항공기용 엔진에 요구되는 성능은 중저회전 대역에서의 높은 토크이다. 이것은 프로펠러의 경우 날개의 앞 부분이 음속에 도달하면 충격파에 의한 효율 저하가 발생하기 때문에, 회전수를 일정치 이하로 낮출 필요가 있어 엔진의 회전을 프로펠러에 전할 때에 변속기를 사용하기 때문이다. 엔진 회전수가 높으면 변속기도 대형이 되어 효율이 나쁘다. 따라서, 앞서 서술한 고속 회전역에 있어서의 문제가 발생할 수밖에 없다. 또, 공랭 엔진의 경우 실린더가 직렬로 배치되는 경우는 거의 없으며, 특히 성형 엔진의 경우 OHC로 밸브를 구동하는 경우는 거의 없다.

## 같이 보기
- SOHC
- DOHC
- 사이드 밸브